# G4501 (China)
De G4501 of Beijing 6th Ring (Road) Expressway is een autosnelweg in de Volksrepubliek China. De weg vormt de zesde ringweg om Peking. De snelweg is 220 kilometer lang